# Rückzugsweg
Der Rückzugsweg ist im sprachlichen Gebrauch der Feuerwehr der Weg, den ein Trupp  zurück in Richtung Ausgangspunkt nimmt. Er ist, falls im Löscheinsatz der Rückzug angetreten werden muss, von zentraler Bedeutung für die Eigensicherheit.
Im Innenangriff unter Atemschutz in verrauchten Räumen sollte er zeitlich doppelt so lang wie der Hinweg berechnet werden. Das Gleiche gilt für den Luftvorrat im Atemschutzgerät. Erkennbar wird der Rückzugsweg bei schlechter Sicht für den Trupp anhand der mitgeführten Schlauchleitung oder der ausgelegten Feuerwehrleine.